# Phratora jinchuanensis
Phratora jinchuanensis is een keversoort uit de familie bladkevers (Chrysomelidae). De wetenschappelijke naam van de soort werd in 2004 gepubliceerd door Ge & Wang in Ge, Yang, Wang, Li & Cui.